# Desmosoma ochotense
Desmosoma ochotense is een pissebed uit de familie Desmosomatidae. De wetenschappelijke naam van de soort is voor het eerst geldig gepubliceerd in 1965 door Kussakin.